# أفيتال
أفيتال هي موشاف تقع شمال إسرائيل على بعد 10 كم جنوب مدينة العفولة، أقيمت الموشاف على أنقاض قرية زرعين الفلسطينية.